# IFFHS
IFFHS, sigla de Federación Internacional de Historia y Estadística de Fútbol (International Federation of Football History and Statistics en inglés), es una organización privada instituida el 27 de marzo de 1984 en Leipzig (Alemania) a iniciativa del alemán Alfredo W. Pöge, quien presentó la idea al entonces Secretario General de la Federación Internacional de Fútbol Asociación (FIFA), el suizo Helmut Käser, de establecer una documentación cronológica, estadística y científica del fútbol a nivel mundial y determinar los récords mundiales en todas las áreas de dicho deporte de acuerdo con los principios de la FIFA. Según la IFFHS, Faisal consideró bueno el proyecto pero señaló que el mismo requeriría de muchos años de preparación para adquirir credibilidad a nivel internacional.
Desde enero de 2014 la IFFHS tiene su sede en Lausana (Suiza).
Desde sus inicios hasta 2002, la IFFHS se concentró en la publicación de revistas trimestrales como Fußball-Weltzeitschrift, Libero spezial deutsch, y Libero internacional.
Luego de la interrupción de tales publicaciones por razones que no fueron oficialmente esclarecidas, la organización publicó sus investigaciones y artículos en varios idiomas gracias a intervención de patrocinadores. Finalmente, la organización estadística se ha limitado a publicar sus trabajos en su sitio web, recibiendo el apoyo logístico de la FIFA, organización que reconoce a la IFFHS y a sus publicaciones, aunque expresa no tener una vinculación formal; la IFFHS no forma parte de la estructura organizacional de FIFA y se trata de una entidad independiente.

## Relación con la FIFA
La IFFHS es una institución reconocida por la FIFA debido a que la institución recibe apoyo logístico de citado organismo y sus miembros acreditados, acceso exclusivo a los archivos FIDOM-FIFA, a la vez que dice rechazar toda influencia gubernamental, política o religiosa, en la elaboración de sus trabajos de acuerdo con los principios del máximo organismo del fútbol mundial. Por otra parte, la FIFA ha señalado que la clasificación de clubes de fútbol y los reconocimientos que otorga son independientes a los suyos, los cuales son de autoría exclusiva de la IFFHS.

## Comité ejecutivo
A continuación, la lista de miembros del Comité Ejecutivo de la IFFHS en el 2010:
- Presidente:
  -  Saleh Irfan Bahwini
- Primer vicepresidente:
  -  Jørgen Nielsen
- Segundo vicepresidente:
  -  José del Olmo
- Jefe de organización:
  -  Robert Ley.
- Jefe de Marketing:
  -  Mansour Abdulla.
- Miembros:
  -  Robert Ley
  -  Julio Héctor Macías
  -  Edward Simmons.
  -  Ian Garland.
  -  Takeo Goto.
  -  Clóvis Martins da Silva Filho.
  -  Mansour Abdulla.
  -  Igor Goldes.
  -  Khaled Abul-Oyoun.

## La IFFHS en España
La IFFHS tiene una sucursal en España llamada Centro de Investigaciones de Historia y Estadística del Fútbol Español, quien como miembro colectivo de la IFFHS la representa a los efectos nacionales. Del mismo modo España tiene a dos representantes individuales, José del Olmo, que es vicepresidente segundo, y Víctor Martínez Patón, ambos a su vez miembros del CIHEFE.

## Clasificaciones y premiaciones publicadas
Entre las diferentes clasificaciones y premiaciones presentadas por la IFFHS figuran las mencionadas a continuación:

### Campeonatos
- Clasificación mundial de los campeonatos nacionales de liga
- Las ligas más fuertes del mundo de 2001-2010
- La liga más fuerte de África del siglo XXI
- La liga más fuerte de Asia del siglo XXI
- La liga más fuerte de Norte y Centroamérica del siglo XXI
- La liga más fuerte de Oceanía del siglo XXI
- La liga más fuerte de Sudamérica del siglo XXI

### Clubes
- Los mejores clubes de fútbol del siglo de cada continente.
- Los mejores clubes fútbol del siglo XXI.
- Clasificación mundial de clubes según la IFFHS (anual y mensual)
- Club del mes del mundo según la IFFHS.

### Jugadores, árbitros y entrenadores
- Mejor jugador del mundo del siglo XX.
- Mejor jugador de Europa del siglo XX.
- Mejor jugador de Sudamérica del siglo XX.
- Mejor jugador brasileño del siglo XX
- Mejor jugador del mundo según la IFFHS
- Mejor portero del mundo del cuarto de siglo (1987-2011) según la IFFHS
- Mejor árbitro del mundo del cuarto de siglo (1987-2011) según la IFFHS
- Mejor entrenador de club de la última década según la IFFHS.
- Mejor goleador internacional según la IFFHS.
- Mejor goleador del mundo según la IFFHS.
- Mejor goleador mundial de Primera División según la IFFHS

#### Anuales
- Mejor árbitro del mundo según la IFFHS.
- Mejor árbitra del mundo según la IFFHS.
- Mejor entrenador de club del mundo según la IFFHS.
- Mejor seleccionador nacional del mundo según la IFFHS.
- Mejor portero del mundo según la IFFHS.
- Mejor constructor de juego del mundo según la IFFHS.
- Mejor jugador del mundo menor de 20 años según la IFFHS.

En un principio, la IFFHS intentó desarrollar publicaciones relacionadas con los seleccionados nacionales, siendo la idea posteriormente desestimada por la dificultad que presentaba el proyecto. Sin embargo, finalmente el proyecto fue tomado por la FIFA, presentado al año siguiente por primera vez su ranking mundial (en. FIFA/Coca-Cola World Ranking) en agosto de 1993. De manera similar, a finales de la década de 1980, la IFFHS entregaba reconocimientos especiales al mejor futbolista del año en el mundo que inspiraron a la FIFA a instituir el premio al Jugador Mundial del Año (en. FIFA World Player) en 1991, y reconocimientos similares a los futbolistas en Asia y en Oceanía que fueron delegados posteriormente a la AFC y la OFC, respectivamente, a sugerencia del organismo rector del fútbol mundial.

## Crítica
El origen y la naturaleza de la IFFHS ha sido criticado en 2008 por Karl Lennartz, un historiador deportivo y profesor de la Universidad de Colonia, Alemania, quien calificó a la IFFHS como «una organización oscura», describiéndola «como un proyecto personal de su director, Alfredo Pöge».
Los rankings de IFFHS y su importancia han sido objeto de críticas y la mayor agencia de noticias alemana, DPA (Deutsche Presse-Agentur), se niega a publicarlos como reacción a un altercado que tuvo con Pöge en la gala anual de la IFFHS celebrada en el 2004. Die Tageszeitung alegó cuatro años más tarde que los premios que otorga el organismo «sirven solamente para fines publicitarios», aunque eso no ha impedido a otros medios de comunicación alemanes, entre ellos Bild, Deutsche Welle y Kicker-Sportmagazin, además de la Federación Alemana de Fútbol y el antiguo presidente de la Asociación de Periodistas Deportivos de Alemania Occidental (Verbandes Westdeutscher Sportjournalisten — VWS) Heribert Faßbender, de publicarlos.